# Jessie Duarte
Pour les articles homonymes, voir Duarte.
Jessie Duarte, née Yasmeen Dangor le 19 septembre 1953 à Johannesbourg (Transvaal, Union d'Afrique du Sud) et morte le 17 juillet 2022 dans la même ville, est une femme politique sud-africaine. 
Elle est secrétaire générale adjointe du Congrès national africain (en anglais : African National Congress, abrégé en ANC).

## Biographie
Née en 1953, Jessie Duarte devient une militante anti-apartheid. En 1979, Albertina Sisulu la recrute pour créer des structures féminines dans tout le pays. En 1981, elle est secrétaire provinciale de la Fédération des femmes du Transvaal (FEDTRAW), qui était affiliée au Front démocratique uni (UDF). Elle est détenue sans procès en 1988, libérée puis placée en détention provisoire jusqu'à la levée de l'état d'urgence en 1991. Elle devient l’assistante spéciale de Nelson Mandela jusqu’en 1994,.
Elle devient membre du cabinet provincial (MEC) du Gauteng de 1994 à 1998, chargée de la sécurité et la sûreté, puis ambassadrice au Mozambique de 1999 à 2003. Elle est ensuite porte-parole de l'ANC, avant de prendre les fonctions de secrétaire générale adjointe de l'ANC en décembre 2012,.
Elle a eu plusieurs altercations avec des journalistes. Ainsi, en 2009, elle  a fait la une des journaux pour deux diatribes enregistrées lancées contre les journalistes Philani Nombembe du journal sud-africain Sunday Times, et John Humphrys de BBC Radio. En 2014, elle compare publiquement les actions d'Israël dans la bande de Gaza et en Cisjordanie à celles de l'Allemagne nazie, ce qui suscite de vives critiques de la part des mouvements juifs en Afrique du Sud,.
Depuis l'accession de Cyril Ramaphosa à la présidence du pays en écartant Jacob Zuma, en février 2018, elle est restée fidèle au clan de Jacob Zuma, et est un membre éminent de l'opposition interne à l'ANC au nouveau président.
En mai 2021, Jessie Duarte est désignée secrétaire générale de l'ANC.